# Vectari
Vectari (Vicenza - 678) fue un noble lombardo duque de Friuli entre 666 y 678. 

## Historia
Según Pablo el Diácono, "Un hombre justo, que ejerció el gobierno sobre su pueblo con dulzura", fue instalado en el trono de Cividale (Forum Julii) por el rey Grimoaldo I después de morir el duque rebelde Lupo de Friuli en una batalla contra los ávaros, que habían sido llamados por el propio soberano. Su ascenso al ducado fue precedido por el intento del hijo de Lupo, Arnefrido, de tomar posesión del dominio paterno gracias al apoyo de los eslavos.
Aunque Arnefrido había muerto, los eslavos intentaron nuevamente ocupar el ducado, aprovechando un viaje del nuevo duque a la capital del reino lombardo, Pavía. Los invasores planearon asediar la capital del ducado, Cividale, con un fuerte ejército que habían dispuesto y acampado en Broxas, cuya ubicación sigue siendo incierta. Estudiosos la han situado en Purgessimus, en Prosascus cerca de las fuentes del río Natisone (Natisio), en Borgo Bressana, y finalmente, parece que definitivamente, cerca de Brischis en las afueras de la ciudad.
Vectari, sin embargo, había regresado a Cividale ('por disposición divina', escribe Pablo el Diácono) la noche anterior al ataque, aunque la mayor parte de su séquito ya había regresado a sus residencias diseminadas por todo el territorio, por lo que el duque, aun así, decidió marchar contra los eslavos con solo veinticinco guerreros.
En un puente sobre el Natisone, Vectari se encontró con ellos frente a frente, burlándose los invasores del pequeño grupo, comparándolos con un grupo de clérigos. Cuando Vectari se quitó su casco y se le reconoció por su característica calvicie, los eslavos se turbaron, interpretando su repentina aparición como un signo divino. Aterrorizados, se dieron a la fuga, por lo que aprovechando la confusión, Vectari y sus hombres pudieron cargar contra ellos, matando a un gran número de eslavos, que para Pablo el Diácono, llegó hasta el descabellado número de cinco mil bajas.
Existen dos anécdotas sobre esta breve pero increíble expedición, la que se refiere a las bromas insultantes de los eslavos referente a que los veintiséis hombres que avanzaban sobre ellos debían ser el patriarca de Aquileia y su clero, y la otra sobre la calvicie de Vectari, que se hizo patente al quitarse su casco e inspirar miedo hasta hacer huir a sus enemigos. El patriarca tenía la sede en Aquileia y no fue hasta el 737 cuando se movió a Cividale, lo que respalda que haya más dudas sobre esta historia.
Vectari murió en 678 y fue sucedido por Landari como duque de Friuli.